# 坦什布赖战役
坦什布赖战役（英文：Battle of Tinchebray，也可拼写成Tinchebrai和Tenchebrai）是英格兰亨利一世领导的入侵军队和他的兄长诺曼底公爵罗贝尔·柯索斯于1106年9月28日，在诺曼底的坦什布赖镇（在今天法国的奥恩省(48 45' 54.98"N, 0 43' 40.18"W)）的战斗。亨利的骑士取得了决定性胜利，俘获了罗贝尔并将其先后囚禁在英格兰和威尔士直到罗贝尔死在加的夫城堡。直到1204年，英格兰和诺曼底都由同一个统治者控制。
此前一年亨利入侵诺曼底，占领了巴约和卡昂。由于国内的叙任权斗争导致的政治问题，亨利被迫停止了他的军事行动。当这些稳定以后，他于1106年夏天返回了诺曼底。在快速的占领了迪沃河畔圣皮埃尔（靠近法莱斯）加强的修道院以后，亨利转向南方并且包围了位于高过城镇的一座小山上的坦什布赖城堡。坦什布赖位于诺曼底西南部，在莫尔坦伯爵领地的边界上，该地由莫尔坦伯爵控制，他是少数几个仍然忠于罗贝尔的诺曼大贵族之一。
罗贝尔调集他的军队来解围，并在一些不成功的谈判之后，战役不可避免。
亨利的军队被编组成三个兵团（那个时期的常见情况）。他们分别被巴约的雷纳夫，第一代莱斯特伯爵罗贝尔·德·博蒙特和第二代萨里伯爵威廉·德·瓦伦讷所指挥。此外在侧翼的视觉范围之外，亨利还有一支预备队，由曼恩的埃利亚斯一世指挥。站在亨利一边的还有布列塔尼公爵艾伦四世，埃夫勒伯爵威廉。托尼的拉尔夫，蒙特福特的罗贝尔和格兰梅西尔的罗贝尔。在罗贝尔·柯索斯一方的有莫尔坦伯爵威廉和贝莱姆的罗贝尔，第三代什鲁斯伯里伯爵。
战役本身仅仅持续了一个小时。特别的是，亨利命令他军队中的许多骑士下马，这意味着其战术不像通常的诺曼作战战术，而是让步兵扮演了决定性的角色。埃夫勒伯爵威廉冲在第一线，包括巴约、阿夫朗什、和科唐坦的军队。亨利的预备队的参与介入被证明是决定性的。罗贝尔军队的大多数被俘或被杀。除罗贝尔自己之外，俘获的还包括显贵者埃德加（亨利的妻子的叔叔）和莫尔坦伯爵威廉。
除了罗贝尔和莫尔坦的威廉在囚禁中度过余生，大部分的战俘都被释放。